# Sabanilla (Loja)
Sabanilla ist eine Ortschaft und eine Parroquia rural („ländliches Kirchspiel“) im Kanton Celica der ecuadorianischen Provinz Loja. Die Parroquia besitzt eine Fläche von 138,9 km². Die Einwohnerzahl lag im Jahr 2010 bei 2443. Die Parroquia wurde am 9. November 1953 gegründet.

## Lage
Die Parroquia Sabanilla liegt in den westlichen Ausläufern der Anden im äußersten Südwesten von Ecuador, etwa 10 km von der peruanischen Grenze entfernt. Der Río Alamor fließt entlang der westlichen Verwaltungsgrenze nach Süden. Im Südosten reicht das Areal bis zum Río Catamayo. Der etwa 700 m hoch gelegene Ort Sabanilla befindet sich 22 km westsüdwestlich des Kantonshauptortes Celica. Die Fernstraße E25 von Arenillas zur peruanischen Grenze, wo sie ihre Fortsetzung nach Sullana findet, führt durch Sabanilla.
Die Parroquia Sabanilla grenzt im Norden an die Parroquia Pindal (Kanton Pindal), im Nordosten an die Parroquia Pózul, im Osten an die Parroquia Teniente Maximiliano Rodríguez Loaiza, im Südosten an das Municipio von Macará (Kanton Macará), im Süden an die Parroquia Zapotillo (Kanton Zapotillo), im Westen an die Parroquia Garzareal (Kanton Zapotillo) sowie im Nordwesten an die Parroquia Paletillas (Kanton Zapotillo).